# E. Howard Hunt
Everette Howard Hunt (Hamburg, Nova Iorque, 9 de outubro de 1918 - Miami, Florida, 23 de janeiro de 2007), foi um espião norte-americano, conhecido pelo caso Watergate.
Howard Hunt iniciou a sua carreira durante a Segunda Guerra Mundial como oficial da marinha. Ao ser ferido redireccionou a sua actuação, entrando ao serviço da OSS, o serviço de espionagem que daria origem à CIA.
Curiosamente, era também escritor, tendo publicado romances nos anos 40.
Em 1950, Howard Hunt chefiou a antena da CIA na Cidade do México. Participou em operações na Guatemala e na invasão da Baía dos Porcos, a fracassada tentativa de derrube de Fidel Castro.
Entre Maio e Junho de 1972 comandou uma operação que visava instalar escutas ilegais na sede do comité nacional do Partido Democrata. Esta tentativa acabou no escândalo que ficou conhecido por Caso Watergate (nome do edifício em Washington onde ocorreu o assalto).
Por este delito Howard Hunt foi condenado a 33 meses de prisão. Na mesma época a sua esposa faleceu num acidente de viação, com 45 vítimas mortais, levando na mala dez mil dólares. Richard Nixon demitiu-se em Agosto de 1974, sendo até agora o único presidente americano obrigado a fazê-lo.
Depois do escândalo Watergate, dedicou-se a escrever livros de espionagem durante seis horas diárias. Concluiu 80 volumes.
Faleceu aos 88 anos, em consequência de uma pneumonia.